# اوک اسپرینگز (آریزونا)
اوک اسپرینگز (به انگلیسی: Oak Springs) یک منطقهٔ مسکونی در ایالات متحده آمریکا است که در شهرستان آپاچی، آریزونا واقع شده‌است. اوک اسپرینگز ۰٫۴۸ کیلومتر مربع مساحت و ۲۰٬۸۳۷ نفر جمعیت دارد و ۱٬۹۹۴٫۰۳ متر بالاتر از سطح دریا واقع شده‌است.